# Fiat Marengo
Il Fiat Marengo è un veicolo con carrozzeria familiare prodotto dalla FIAT a partire dal 1979 fino al 2001 e omologato dalla casa automobilistica come furgonetta.

## Il nome
Con il nome Marengo si nota l'abitudine della Fiat di dare nomi di monete ai propri veicoli commerciali (Talento, Penny, Fiorino), tendenza proseguita negli anni con il nuovo Fiorino, il Ducato e lo Scudo.

## Storia

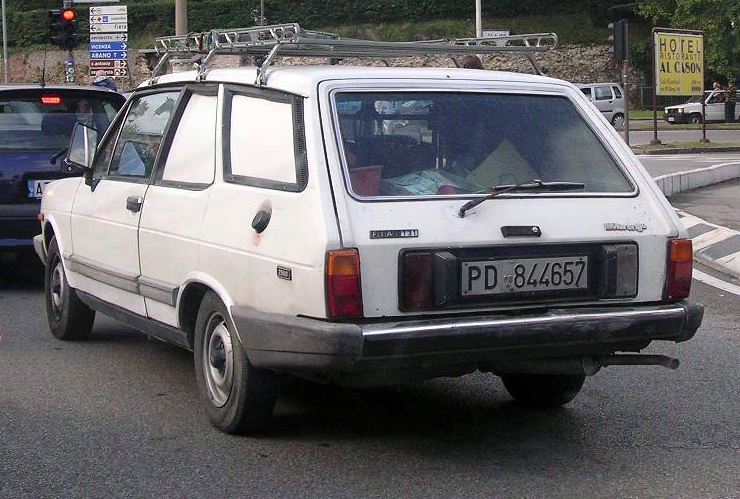
Fiat Marengo prima generazione, derivato dalla 131

Il primo Fiat Marengo fu introdotto nel 1979. Si trattava semplicemente di una versione gemella della Fiat 131 Panorama dalla quale si differenziava per i vetri posteriori sostituiti da pannelli in lamiera, l'assenza delle portiere e dei sedili posteriori, che consentiva di ricavare nella zona posta dietro ai sedili anteriori un ampio vano di carico, e la presenza di una paratia di sicurezza che proteggeva il conducente ed il passeggero dai movimenti della merce nel vano di carico.

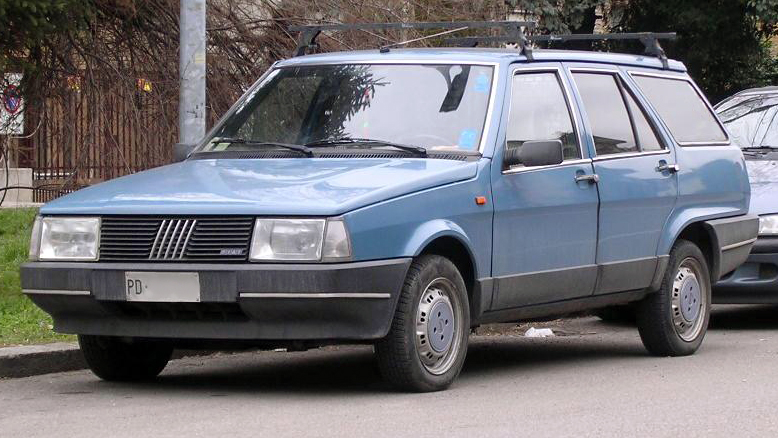
Fiat Marengo seconda generazione, derivato dalla Regata

Una seconda serie venne lanciata nel 1985, con la carrozzeria della Fiat Regata Weekend; a differenza dalla prima serie, la carrozzeria della seconda serie manteneva le porte posteriori apribili (solo dall'esterno) e l'intera vetratura laterale della Regata Weekend solamente con i vetri laterali posteriori serigrafati. Queste caratteristiche vennero mantenute in tutte le serie successive del Marengo. La nuova serie vantava un aumento della capienza del vano di carico. Caratterizzato dai soli due posti a sedere il nuovo Marengo possiede una griglia divisoria tra i sedili anteriori e il vano di carico.
Nel 1990 la Regata venne rimpiazzata nei listini Fiat dalla Tempra e dalla sua versione familiare, chiamata Tempra S.W.; la versione commerciale della nuova station wagon di classe media della casa torinese venne chiamata anch'essa Marengo, dando quindi vita alla terza serie del modello.

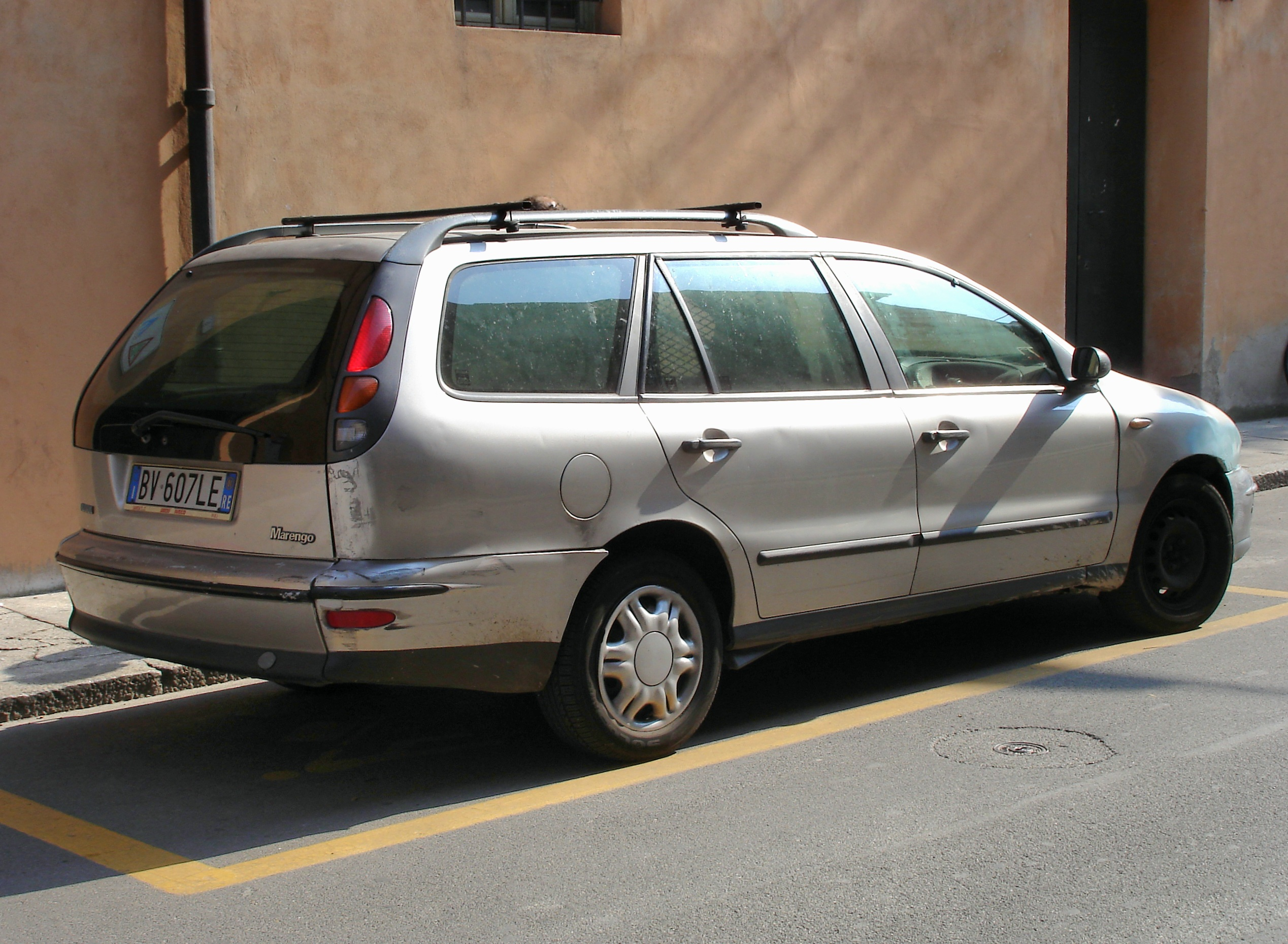
Fiat Marengo quarta generazione, derivato dalla Marea

In seguito all'uscita di produzione della Tempra S.W. venne lanciata come erede la Marea Weekend e anche in questo caso il nome Marengo è stato ripreso per indicarne la versione furgonetta, definendo così una quarta serie del Marengo. In questa nuova versione è incrementato ancora lo spazio a disposizione nel vano di carico, mentre tra la dotazione spiccano gli airbag frontali e la disponibilità del climatizzatore e dell'autoradio con riproduttore di audiocassette.
La Marea uscì di produzione nel 2003, sostituita nel 2006 dalla Fiat Linea, che però non è venduta nel mercato italiano e non ha né una versione station wagon né una versione senza sedili posteriori. Come erede del Marengo si può quindi considerare la Fiat Stilo Multiwagon Van, versione commerciale della Fiat Stilo familiare, erede anche della Marea Weekend.